# Шахрак-э-Шахид-Чемран
Шахра́к-э-Шахи́д-Чемра́н (перс. شهرك شهيدچمران‎) — небольшой город на юго-западе Ирана, в остане Хузестан. Входит в состав шахрестана Гетвенд.
На 2006 год население составляло 7 347 человек.
Альтернативное название: Шахрак-э-Шахид-Чамран.

## География
Город находится на севере Хузестана, в северной части Хузестанской равнины, на высоте 71 метра над уровнем моря.
Шахрак-э-Шахид-Чемран расположен на расстоянии приблизительно 90 километров к северу от Ахваза, административного центра остана и на расстоянии 450 километров к юго-западу от Тегерана, столицы страны.